# Metasia suppandalis
Metasia suppandalis là một loài bướm đêm trong họ Crambidae.

## Hình ảnh

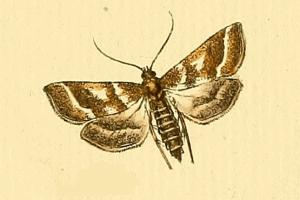
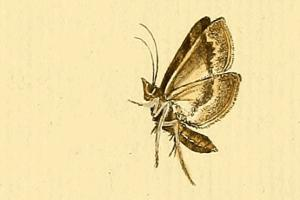